# I Biennale di Monza
La prima Mostra Internazionale delle Arti Decorative, poi nota come I Biennale di Monza, si apre il 19 maggio 1923 alla Villa Reale di Monza su iniziativa del Consorzio Milano-Monza-Umanitaria.
Fu pensata come occasione espositiva per rilanciare l'artigianato artistico e migliorare la qualità dei prodotti delle manifatture italiane e faceva parte di un progetto più ampio che prevedeva anche la fondazione di una scuola superiore d'arte applicata all'industria (l'Istituto superiore di industrie artistiche, fondato a Monza nel 1922) e l'apertura di un museo delle arti decorative.
A questa seguirono altre due esposizioni a cadenza biennale, nel 1925 e nel 1927, in alternanza con le Biennali d'arte di Venezia, poi a partire dal 1930 la cadenza divenne triennale e a partire dal 1933, con la V Triennale, la mostra venne spostata a Milano, nel Palazzo dell'Arte appositamente costruito dall'architetto Giovanni Muzio, che è ancora sede della Triennale di Milano.

## Descrizione

### Organizzatori
La mostra prevedeva un Comitato d'Onore, di cui facevano parte il Ministro della Pubblica Istruzione Giovanni Gentile, il sindaco di Milano Luigi Mangiagalli e il sindaco di Monza Antonio Mascheroni e il Presidente della Deputazione Provinciale di Milano Sideno Fabbri. Il Direttore Generale era Guido Marangoni e il Segretario generale Raffaele Calzini. Della Commissione Ordinatrice, con un ruolo più operativo nella selezione delle opere, facevano parte, fra gli altri, gli artisti Alessandro Mazzucotelli, Alfredo Ravasco, Eugenio Pellini, Ulisse Stacchini, il critico Vittorio Pica, e il direttore dei Musei del Castello Sforzesco di Milano Carlo Vicenzi.

### Sale
La mostra era allestita su tutti i piani della Villa Reale, per un totale di 186 sale a disposizione di 1115 espositori, 5500 metri quadrati.
Erano previste sale regionali per evidenziare le diverse capacità produttive delle Regioni italiane: nella sezione delle Tre Venezie erano presentati i vetri soffiati di Vittorio Zecchin per la VSM Cappellin Venini&C. e le creazioni in ferro battuto di Umberto Bellotto; la sala del Trentino era allestita da Fortunato Depero che si occupò anche dell'allestimento di una sala monografica dedicata alla sua "Casa d'arte"; la sezione del Lazio fu affidata a Duilio Cambellotti che presentò in cinque sale, oltre a una "stanza da studio" con suoi arredi, le opere di una cinquantina di artisti romani; la sezione abruzzese presentava le ceramiche di Basilio, Tommaso e Michele Cascella. Erano inoltre rappresentate le manifatture liguri di Albissola o quelle di Faenza. E inoltre le manifatture ceramiche di Laveno e la manifattura Richard Ginori di Doccia, con le innovative creazioni di Gio Ponti, che ne era appena stato nominato direttore artistico. Una sala era dedicata alla presentazione dei tessuti di Herta Ottolenghi Wedekind.
L'internazionalità della mostra era garantita dalla presenza di quattordici presenze straniere: oltre alle sezioni di Austria, Belgio, Cecoslovacchia, Francia, Olanda, Polonia, Romania, Svezia, Ungheria, erano state allestite una sala monografica dedicata alla commemorazione del norvegese Hans Stoltenberg-Lerche, attivo in Italia e prematuramente scomparso nel 1920, una sezione dedicata alla produzione cinese e giapponese, una sala dedicata all'arte russa, una alle Ceramiche Szolnay di Pecs, alcune opere del Deutsches Werkbund.
Tra le sezioni speciali, si ricordano, la "Mostra degli orafi", in cui vennero presentate le creazioni di Alfredo Ravasco, la "Mostra del libro", la "Mostra di bianco e nero" con gli acquafortisti di Monaco, la "Mostra degli adornatori del libro" e alcune sale monografiche dedicate alla grafica, tra cui una sala riservata ad Alberto Martini.

### Premi
Alla prima Biennale di Monza vengono assegnati ben 206 premi: un "gran diploma d'onore" a 21 presenze (dalla vetreria Cappellin Venini&C. di Murano all'Ars Lenci di Torino, da singole figure come Duilio Cambellotti a intere sezioni come quella piemontese, romana, francese, ungherese; un "diploma d'onore" a 51 personalità (da Fortunato Depero a Marcel Goupy a Marcello Dudovich; un "diploma di medaglia d'oro" ad altri 42 partecipanti, trai quali a Luigi Costa  per le vetrate artistiche, un "diploma di medaglia d'argento" a 71, un "diploma di medaglia di bronzo" ad altri 21.
L'eccesso di premi in questa prima edizione destarono critiche e nell'edizione successiva si scelse di assegnare a tutti un semplice "diploma di ammissione e partecipazione".

## Promozione
La I Biennale di Monza fu ampiamente recensita sulle principali riviste di settore, come "Emporium" , "Arte pura e decorativa", "Architettura e arti decorative", con articoli e saggi di Guido Marangoni, Roberto Papini, Carlo Carrà, Ugo Ojetti, Paolo Mezzanotte e venne promossa attraverso una nuova rivista, "Le Arti Decorative", pubblicata a partire da aprile 1923.
Il manifesto della mostra fu realizzato da Aldo Scarzella (Millesimo, Savona, 1890 - Vignale, 1962) e raffigurava la corona ferrea, simbolo di Monza, sorretta da un'alta fiamma, su uno sfondo azzurro.

## Aspetti commerciali e ruolo dei musei
Come in tutte le esposizioni universali, la mostra prevedeva la possibilità di vendere i prodotti esposti. Le vendite non furono particolarmente numerose ma significative. Oltre ai privati, si distinsero gli acquisti da parte del Comune di Monza (in vista di un "Museo della Villa Reale") e del Comune di Milano (in vista di un Museo delle Arti Decorative che si intendeva allestire a Palazzo Reale). Mentre le opere acquistate dal Comune di Monza andarano in gran parte disperse, quelle del Comune di Milano sono in gran parte sopravvissute ai danni della guerra e fanno ora parte delle Civiche Raccolte d'Arte Applicata del Castello Sforzesco. Importante fu la collaborazione fra il Direttore dei Musei del Castello Carlo Vicenzi e del Direttore della Biennale di Monza Guido Marangoni, che era stato Soprintendente al Castello dal 1916 al 1923.